# Bataille de Morlaix
Guerre de succession de Bretagne
Guerre de Cent Ans
Batailles
La bataille de Morlaix se déroule le 30 septembre 1342 entre l'Angleterre et la France.
Les Anglais assiègent la ville, mais une force de secours française arrive, ce qui oblige les Anglais à fuir dans les bois. La force française se retire ensuite. Cette bataille est la première à utiliser le retrait tactique par les Anglais durant cette guerre médiévale.

## 1341
En 1341, Jean III, duc de Bretagne décède sans laisser d'héritier. La question de la succession déclenche une guerre civile en Bretagne qui dure environ 25 ans entre, initialement, le demi-frère de Jean, Jean de Montfort et sa nièce Jeanne de Penthièvre, épouse de Charles de Blois. Charles et Jeanne ont le soutien de la noblesse bretonne et du clergé, tandis que Jean est un outsider dont la principale concentration de pouvoir se trouve en Île-de-France. Cependant, Charles est le neveu de Philippe VI de France qui soutient la revendication de Jeanne tandis que l'Angleterre, bien sûr, soutient les prétentions de Jean de Montfort.

## 1342
Initialement, Édouard III d'Angleterre ne peut rien faire pour aider les de Montfort ; il a ses propres problèmes dans son royaume, mais finalement il se sent en mesure d'envoyer une petite armée sous les ordres de Sir Walter Mauny pour les aider. À la suite des premiers succès de Mauny, le roi Edward décide d'envoyer une force de chevaliers et archers plus importante, sous le commandement de Guillaume de Bohun, Comte de Northampton. Pendant un moment, son départ est retardé et au moment où ils arrivent en Bretagne, Jean de Montfort est fait prisonnier des Français ; la lutte est menée par sa femme Jeanne de Montfort. Lorsque Northampton arrive le 18 août 1342, la comtesse, ses hommes et le reste de forces de Mauny sont assiégés à Brest par une grande armée française sous le commandement de Charles de Blois ainsi qu'une force de navires génois. À l'arrivée de Northampton, les Français semblent avoir fui sans se soucier d'engager la plus petite force anglaise et le siège de Brest est levé.

## La progression
De Brest, Northampton gagne l'intérieur des terres : il y a peu de détails sur ce qui s'est passé au cours de ce voyage, mais finalement, il atteint Morlaix, un des bastions de Charles de Blois. Sa première attaque sur la ville échoue et est repoussée avec de légères pertes ; il installe le siège de la ville.
Depuis que les forces de Charles de Blois ont fui le siège de Brest, leur nombre augmente atteignant 5 000 hommes.  Informé du fait que les forces de Northampton sont considérablement plus faibles que les siennes Charles commence à avancer sur Morlaix avec pour intention de lever le siège de Northampton. Informé, par ses espions, de l'avance de Charles de Blois, Northampton, ne voulant pas être pris au piège entre les forces de Charles de Blois et la sortie de la garnison de Morlaix, il fait une nuit de marche afin de l'intercepter.
Seuls trois chroniqueurs rendent compte de la bataille et ils sont tous anglais : Geoffrey le Baker, Adam Murimuth et Henry Knighton. Cette absence d'intérêt contemporain est peut-être due au fait que la bataille fut indécise mais aussi parce que la Bretagne est une région éloignée des principaux champs de bataille, des cours et des armées d'Edouard III et de Philippe VI. Aucun des chroniqueurs ne donne beaucoup de détails sur la bataille et peu des ordres de bataille des deux côtés, sauf à indiquer que les Français se sont déployés sur trois lignes. Au moins, l'une des divisions françaises est uniquement composée de chevaliers montés dirigés par Geoffroi de Charny. Adam de Murimuth estime le nombre total de cavaliers français entre 3 000  et   1 500 janissaires ce qui peut signifier qu'il s'agit de Génois et d'une force d'infanterie mixte composée de Bretons. La majeure partie des Bretons est assez probablement une force inefficace, juste une armée levée localement. Les chiffres anglais sont également obscures. Northampton avait moins de 1 500 hommes à son arrivée à Brest. Il avait été renforcé par Robert d'Artois de 800 autres hommes et un nombre inconnu de Bretons de qualité indéterminée. Il a dû laisser quelques forces derrière lui pour contenir la garnison de Morlaix ; il est presque certain que ces chiffres étaient inférieur aux chiffres français, mais tous les chiffres étant de sources anglaises, les Français les surestiment sans doute selon le principe « Plus est grande la force vaincue, plus est grande la gloire ».

## Les interprétations modernes de la bataille

### Selon Burne
Alfred Burne attribue une supériorité numérique aux français ; en fait, il soutient que chacune des divisions françaises est plus nombreuse que l'ensemble de l'armée anglaise. Il faut supposer que Burne suit l'idée de Geoffrey le Baker, à savoir que les Anglais se déploient comme à la bataille de Crécy et celle de Dupplin Moor : les archers sur les flancs tirent sur l'ennemi qui approche de manière qu'il resserre ses formations ; ils les désordonnent avant qu'ils n'aient le temps de se concerter avec les hommes d'armes au centre. Selon la reconstitution de Burne, la colonne d'infanterie attaque en premier, elle chancelle sous les volées de flèches avant qu'elle ne soit même entrée en contact avec la ligne anglaise de chevaliers ayant mis pied à terre. Après une consultation entre les commandants, la deuxième colonne de cavalerie attaque : beaucoup sont abattus et tombent dans les fosses creusées par les Anglais. Certains réussissent à pénétrer la ligne anglaise, mais ceux-ci, y compris Geoffroi de Charny, sont capturés par l'infanterie bretonne tenue en réserve.  La dernière colonne de cavalerie française voyant la défaite des deux premières divisions hésite à attaquer, mais du fait que les archers anglais est maintenant à court de flèches, Northampton se retire dans les bois dans son dos et forme un «hérisson». Il est alors à l'abri d'une charge de cavalerie et bien que la dernière colonne française attaque de partout, celle-ci est repoussée.
Pas mal de comptes rendus de Burne sont fantaisistes, poussé par son besoin de donner un récit cohérent et lisible. On ne peut que supposer qu'il l'a mis au point en fonction de ce qu'il appelait le dessin de l'«inhérente probabilité militaire», se basant sur sa connaissance de ce qui s'est passé lors d'autres batailles de la période. Cependant supposer qu'un seul commandant s'est comporté de la même manière que les autres à cette époque est une procédure dangereuse pour écrire l'histoire, car le récit ne nous est pas parvenu, malgré les écoles de formation militaire et les livres standardisés de la tactique. 

### Selon Sumption
Sumption Jonathan donne une autre description de la bataille qui, tout en ne contredisant pas l'ordre de bataille de Burne concernant les anglais, décrit les actions de la noblesse française d'une manière qui est beaucoup plus en cohérence avec d'autres batailles de la Guerre de Cent Ans, mais pas nécessairement plus exacte que celle de Burne.
Selon Sumption, la première attaque est réalisée, non pas par l'infanterie, mais par la cavalerie franco-bretonne sous le commandement de Geoffroy de Charny. Ils atteignent les positions anglaises, mais sont repoussés et Charny est capturé. Il est à supposer que les archers ont réussi à neutraliser les chevaux, émoussant la force de la charge montée ; les hommes d'armes sont alors en mesure d'achever les chevaliers à pied.
Après cet échec, la deuxième ligne de cavalerie attaque mais tombe dans les pièges à fosse. On peut supposer qu'en voyant les dégâts infligés par les archers ils tentent de les chasser. Cela suppose que les archers aient été déployés sur les ailes et les fosses creusées en face d'eux (un peu comme lors de la Bataille d'Azincourt plus tard), sinon comment la première ligne aurait elle évité la deuxième ligne tombée sur eux.
Enfin Sumption affirme que l'infanterie française n'a presque pas été utilisée du fait qu'elle n'a jamais quitté sa position de départ. Évidemment les Anglais sont préoccupés par les Français parce qu'ils démontent leur position, sur la gauche ;  se retirent dans la forêt avec leurs prisonniers. Burne affirme que c'était parce qu'ils n'avaient pas été en mesure de récupérer leurs flèches. 

### Selon DeVries
Kelly DeVries semble suivre les chroniques existantes, de plus près que Burne et Sumption ; il donne un autre compte rendu du déploiement de l'armée anglaise. Il soutient que les archers ont été mêlés aux hommes d'armes parce que les cavaliers étaient si peu nombreux et que les archers se sont vus donner d'autres armes que leurs arcs, ce qui semble impliquer que les anglais n'ont pas utilisé d'arcs. Comme Sumption, il soutient que la première ligne de cavalerie attaque sous le commandement de Geoffroy de Charny, mais est immédiatement mise en fuite. Il y a une certaine confusion dans le récit de DeVries parce que la carte qu'il tire du champ de bataille montre des fosses et des fossés creusés tout autour des anglais, mais nulle part il n'est dit que la première attaque française est tombée dans les fosses ; si les fosses étaient toutes autour comment les auraient-ils évitées ? 
Comme Burne, il affirme qu'après le premier échec, les chefs français se réunissent entre eux afin de décider de la suite ; finalement, alors que les Français sont encore plus nombreux que les Anglais, une autre attaque est montée. Selon les sources, il explique qu'il ne sait pas si c'était juste une attaque de cavalerie ou un mouvement de la cavalerie et l'infanterie. Son récit devient encore plus confus, car il affirme que la deuxième ligne attaque les Anglais, mais est repoussée dans les fosses et des fossés, sans expliquer comment cela est possible. Il cite Henry Knighton, d'avoir affirmé  que les Français ont été entraînés dans une grotte étroite et seraient tombés les uns sur les autres dans des pièges creusés par les anglais. Cela peut signifier qu'il n'y avait pas de pièges à l'avant immédiat de la position anglaise et que la cavalerie française, après avoir été repoussée, serait tombée dans  des pièges. Ou est-ce que cela signifie que certains Français étant déjà tombés dans les fosses et afin d'éviter les autres pièges, l'attaque suivante devait être menée sur un front plus étroit ? 

### Selon Ayton & Preston
Selon Ayton & Preston, il n'y a pas exposé détaillé de la façon dont les Anglais ont été déployés, sauf qu'ils avaient pris position en face d'un bois. Ils ont tous été mis à pied, y compris les cavaliers et, avant que les Français n'arrivent, ont préparé le terrain face à eux en creusant des fosses et des fossés, les recouvrant avec du foin et de l'herbe.

## Résultats de la bataille
Le résultat final est que 50 chevaliers français ont été tués et 150 capturés, y compris le français Geoffroy de Charny et un certain nombre de populari ce qui semble indiquer qu'au moins une partie de l'infanterie a été impliquée dans la mêlée. 
Les forces anglaises craignant les forces françaises restantes se retirent dans le bois dans leur dos où ils sont à l'abri d'un bain de sang d'une charge de cavalerie. Ce qui reste des forces de Charles de Blois, qui ont évidemment libéré le siège de Morlaix, est maintenant pris au piège dans les bois et deviennent eux-mêmes l'objet d'un siège pendant plusieurs jours.

## Sources
- (en) Cet article est partiellement ou en totalité issu de l’article de Wikipédia en anglais intitulé « Battle of Morlaix » (voir la liste des auteurs).